# Rootless
Rootless（ルートレス）は、日本のロックバンド。
2009年から2015年まで活動していた。

## 略歴
- 2009年、「The ROOTLESS（読み：ルートレス）」を結成。東京近郊のライブハウス、ストリートでライブを行う。
- 2010年10月20日、アニメ『ONE PIECE』の主題歌に起用された「One day」でメジャーデビュー。同年8月8日先行してレコチョクで配信され、初登場デイリーランキング3位を記録[1]。11月1日付オリコン週間ランキングでは初登場3位を記録するヒットとなった[2]。
- 2013年1月1日、前日の2012年12月31日付けで所属事務所のLDHとレーベルのrhythm zoneから離脱[3]また、ベースの井原が脱退したことを発表[4]。
- 2013年12月3日、ギターのDuranが脱退[5]。
- 2014年1月10日、バンド名の表記を「Rootless」に変更する[6]。同年よりビーイング所属となる。
- 2015年12月28日、解散を発表[7][8]。

## メンバー

### 解散時のメンバー
- 野畑 慎（のはた しん、1982年5月3日 - ）Vocal
  - 北海道出身。血液型AB型。
  - 「戦国時代」好きであり、好きな武将は「織田信長」[9]。
  - VOCAL BATTLE AUDITION 二次審査進出者。EXPG東京校出身。
  - 解散後、Twitter開設しソロシンガーとして活動開始、しかし現在まで表立った活動は確認できていない[10]。後述の逮捕された際は元歌手で現在鳶職と報道された。
  - 2016年11月16日、友人のギターを盗んだとして、窃盗の疑いで、逮捕された。

- 大坪祐介（おおつぼ ゆうすけ、1988年9月20日 - ）Drums
  - 大阪府出身。血液型O型。
  - 井原と共にMI JPAN大阪校出身[11]。
  - メンバーからは「つぼちゃん」と呼ばれていた[12]。
  - 現在は音楽教室等で、指導者をする傍ら、音楽活動を続けている[13][14]。

### 過去のメンバー
- 井原拓也（いはら たくや、1986年5月23日 - ）Bass
  - 徳島県出身。血液型A型。
  - MI JPAN大阪校出身[11]。
  - 過去にゲームテスターとしてアルバイトしていた[9]。
  - 趣味は「動画鑑賞(ゲーム実況)、ニコニコ動画、初音ミク[9]」
  - 2013年1月1日に脱退。
  - 現在はフリーのウェブデザイナーとして活動[15]。
- DURAN（デュラン、内藤デュラン晴久、1984年12月10日 - ）Stratocaster/Chorus
  - 山梨県出身。血液型A型。日本生まれフィリピン育ち。父親はスパニッシュ系フィリピン人で母親は日本人。
  - MI JPAN東京校出身。
  - 2013年12月3日に脱退。
  - 2014年9月にa flood of circleに加入したが、2015年3月に脱退[16]。
  - 2016年5月にRED DIAMOND DOGSを結成[17]。
  - 2018年、ファーストアルバム「FACE」(スガシカオ・清春・katsumaが参加[18][19]。)を発売し、ソロプロジェクトを始動[20]。

## 作品

### シングル
| 枚           | 発売日         | タイトル                                       | 順位         |
| インディーズ | インディーズ   | インディーズ                                   | インディーズ |
| ------------ | -------------- | ---------------------------------------------- | ------------ |
| 1st          | 2009年12月1日  | ラヴへ                                         |              |
| メジャー     |                |                                                |              |
| 1st          | 2010年10月20日 | One day                                        | 3位          |
| 2nd          | 2011年8月24日  | 変わりたいと、強く望め。それ以外は、いらない。 | 83位         |
| インディーズ |                |                                                |              |
|              | 2013年3月10日  | BLACK                                          |              |
| WHITE        | 2013年3月10日  |                                                |              |

### ミニアルバム
| 枚           | 発売日       | タイトル     | 順位         |
| インディーズ | インディーズ | インディーズ | インディーズ |
| ------------ | ------------ | ------------ | ------------ |
| 1st          | 2009年9月1日 | Essence      |              |

### アルバム
| 枚       | 発売日        | タイトル     | 順位     |
| メジャー | メジャー      | メジャー     | メジャー |
| -------- | ------------- | ------------ | -------- |
| 1st      | 2011年9月28日 | The ROOTLESS | 52位     |

### 参加作品
| 発売日        | タイトル                              | 曲順        | 楽曲                       |
| ------------- | ------------------------------------- | ----------- | -------------------------- |
| 2011年2月16日 | RUN                                   | M.5         | One day UNITED COLOR Remix |
| 2013年1月16日 | ONE PIECE 15th Anniversary BEST ALBUM | Disc 1/M.13 | One day                    |
| 2019年3月27日 | ONE PIECE 20th Anniversary BEST ALBUM | Disc 1/M.11 | One day                    |

### DURANソロ
シングル
| 発売日         | タイトル                               |
| -------------- | -------------------------------------- |
| 2020年3月23日  | Sampaguita                             |
| 2020年5月15日  | Okay / Yoshito Tanaka×DURAN            |
| 2021年1月30日  | Downtown / Westie Seb&DURAN            |
| 2021年8月25日  | Revive (feat. Katsuma)                 |
| 2021年9月22日  | No In Between (It's Time to Do or Die) |
| 2022年6月15日  | Shades Of Night                        |
| 2022年7月12日  | Zankon (Devil Talkin' Blues)           |
| 2023年7月19日  | Real Eyes                              |
| 2023年8月16日  | Moldy Chips                            |
| 2023年9月20日  | Jojo's Echo Blues                      |
| 2023年10月25日 | Sapient Creature                       |

アルバム
| 発売日         | タイトル       | 収録曲 |
| -------------- | -------------- | ------ |
| 2018年7月11日  | FACE           | 全9曲  |
| 2021年11月3日  | Kaleido Garden | 全25曲 |
| 2023年11月29日 | Electric Man   | 全12曲 |

## タイアップ一覧
| 使用年       | 曲名                                           | タイアップ                                                              | 収録作品                                                   |
| ------------ | ---------------------------------------------- | ----------------------------------------------------------------------- | ---------------------------------------------------------- |
| The ROOTLESS |                                                |                                                                         |                                                            |
| 2009年       | 雲の上の世界～白夜～                           | 映画『白夜』主題歌                                                      | アルバム『Essence』                                        |
| 2009年       | 雲の上の世界～白夜～                           | 日本テレビ系『EXILE GENERATION』エンディングテーマ                      | アルバム『Essence』                                        |
| 2009年       | ラヴへ                                         | BeeTVドラマ『減量ボクサー』主題歌                                       | シングル「ラヴへ」                                         |
| 2009年       | 影                                             | BeeTVドラマ『減量ボクサー』挿入歌                                       | シングル「ラヴへ」                                         |
| 2010年       | One day                                        | フジテレビ系アニメ『ONE PIECE』オープニングテーマ                       | シングル「One day」                                        |
| 2010年       | リアル                                         | aja.jp TVCMソング                                                       | シングル「One day」                                        |
| 2010年       | リアル                                         | 「LOST ファイナル・シーズン」キャンペーンCMソング                       | シングル「One day」                                        |
| 2011年       | Road                                           | BeeTVドラマ『女神のイタズラ ～キミになったボク～』主題歌                | アルバム『The ROOTLESS』                                   |
| 2011年       | 変わりたいと、強く望め。それ以外は、いらない。 | 学校法人・専門学校「HAL（東京・大阪・名古屋）」CMソング                 | シングル「変わりたいと、強く望め。それ以外は、いらない。」 |
| 2011年       | 夢見ヶ丘                                       | 明治「明治エッセルスーパーカップ」CMソング                              | シングル「変わりたいと、強く望め。それ以外は、いらない。」 |
| 2011年       | エレファント                                   | BeeTVドラマ『3枚目のボディーガード ～ボクはキミだけを守りぬく～』主題歌 | アルバム『The ROOTLESS』                                   |
| 2011年       | STAND UP                                       | アキレス「瞬足」CMソング                                                | アルバム『The ROOTLESS』                                   |